# Обнуляющая интерферометрия

Комбинирование изображения из двух источников

Обнуляющая интерферометрия (англ. nulling interferometry, nuller) — вариант интерферометрии, который позволяет скомбинировать сигнал от нескольких телескопов так, чтобы убрать из него сильные источники света, оставив только близлежащие слабые сигналы. Впервые эта методика была предложена для поиска планет вне солнечной системы в 1978 году астрономом Рональдом Брейсвеллом.